# Jacob Obrecht
Jacob Obrecht (sinh năm 1457/1458 - mất vào cuối tháng 7 năm 1505) là nhà soạn nhạc nổi tiếng Thời kỳ Phục hưng người vùng Flem (nay thuộc Hà Lan, Bỉ và Pháp). Ông là một trong những nhà soạn nhạc nổi bật của trường phái Những Người Hà Lan cũng như của thời kỳ Phục hưng. Đồng nghiệp và là đồng hương của ông có Johannes Ockeghem, Josquin des Prez, những người cũng rất nổi bật trong trường phái Những Người Hà Lan và thời kỳ Phục hưng.

## Ghi âm
- Flemish Masters, Virginia Arts Recordings, VA-04413, performed by Zephyrus.  Includes the Obrecht Missa Sub tuum presidium, as well as motets by Willaert, Clemens non Papa, Ockeghem, Des Prez, Mouton, and Gombert.
- Missa Maria zart, Gimell CDGIM 032, performed by the Tallis Scholars, directed by Peter Phillips.
- Jacob Obrecht. Chansons, Songs, Motets, Capilla Flamenca và Piffaro, 2005 (Eufoda 1361)